# العلاقات الأسترالية البيلاروسية
العلاقات الأسترالية البيلاروسية هي العلاقات الثنائية التي تجمع بين أستراليا وروسيا البيضاء.

## مقارنة بين البلدين
هذه مقارنة عامة ومرجعية للدولتين:
| وجه المقارنة                                              | أستراليا                                   | روسيا البيضاء                    |
| --------------------------------------------------------- | ------------------------------------------ | -------------------------------- |
| المساحة (كم2)                                             | 7.69 مليون                                 | 207.60 ألف                       |
| عدد السكان (نسمة)                                         | 24.51 مليون                                | 9.50 مليون                       |
| الكثافة السكانية (ن./كم²)                                 | 3.19                                       | 45.76                            |
| العاصمة                                                   | كانبرا، ملبورن                             | مينسك                            |
| اللغة الرسمية                                             | لغة إنجليزية                               | اللغة البيلاروسية، اللغة الروسية |
| العملة                                                    | دولار أسترالي، جنيه إسترليني، جنيه أسترالي | روبل بلاروسي                     |
| الناتج المحلي الإجمالي (بليون دولار)                      | 1.32 تريليون                               | 54.44 مليار                      |
| الناتج المحلي الإجمالي (تعادل القوة الشرائية) بليون دولار | 1.10 تريليون                               | 168.35 مليار                     |
| الناتج المحلي الإجمالي الاسمي للفرد دولار أمريكي          | 56.31 ألف                                  | 5.74 ألف                         |
| الناتج المحلي الإجمالي للفرد دولار أمريكي                 | 45.92 ألف                                  | 18.18 ألف                        |
| مؤشر التنمية البشرية                                      | 0.939                                      | 0.798                            |
| رمز المكالمات الدولي                                      | +61                                        | +375                             |
| رمز الإنترنت                                              | .au                                        | .by، .бел                        |
| المنطقة الزمنية                                           |                                            | ت ع م+03:00                      |

## مدن متوأمة
في ما يلي قائمة باتفاقيات التوأمة بين مدن أسترالية وبيلاروسية:
- ترتبط Iron Knob [الإنجليزية]‏ مع غوميل باتفاقية توأمة.

## منظمات دولية مشتركة
يشترك البلدان في عضوية مجموعة من المنظمات الدولية، منها:
| علم المنظمة | اسم المنظمة                               | تاريخ انضمام أستراليا | تاريخ انضمام روسيا البيضاء |
| ----------- | ----------------------------------------- | --------------------- | -------------------------- |
|             | الاتحاد البريدي العالمي                   | ?                     | ?                          |
|             | منظمة حظر الأسلحة الكيميائية              | ?                     | ?                          |
|             | الأمم المتحدة                             | 1 نوفمبر 1945         | 24 أكتوبر 1945             |
|             | وكالة ضمان الاستثمار متعدد الأطراف        | 10 فبراير 1999        | 3 ديسمبر 1992              |
|             | منظمة الشرطة الجنائية الدولية             | ?                     | ?                          |
|             | مؤسسة التمويل الدولية                     | 20 يوليو 1956         | 2 نوفمبر 1992              |
|             | الاتحاد الدولي للاتصالات                  | 27 مايو 1878          | 7 مايو 1947                |
|             | البنك الدولي للإنشاء والتعمير             | 5 أغسطس 1947          | 10 يوليو 1992              |
|             | مجموعة الموردين النوويين                  | ?                     | ?                          |
|             | المركز الدولي لتسوية المنازعات الاستشارية | 1 يونيو 1991          | 9 أغسطس 1992               |
|             | يونسكو                                    | 4 نوفمبر 1946         | 12 مايو 1954               |

## أعلام
هذه قائمة لبعض الشخصيات التي تربطها علاقات بالبلدين:
- جوستين كلارك (مغنية أسترالية، 1 نوفمبر 1971 – )

## وصلات خارجية
- موقع وزارة الخارجية الأسترالية
- موقع وزارة الخارجية البيلاروسية